# Fred Maire
Fred Maire (* 20. Mai 1932; † 19. Dezember 2020) war ein deutscher Schauspieler und Synchronsprecher.

## Leben
Maire absolvierte eine klassische Schauspielausbildung und erhielt Theaterengagements in Köln, Basel, Bremen, Berlin und München. Maire wurde durch die Zusammenarbeit mit einigen großen Regisseuren wie Hans Schweikart, Hans Lietzau und Peter Zadek besonders geprägt. 1978 traf er in Bali mit der jungen Julie Taymor zusammen und entwickelte mit ihr und einem balinesisch-javanischen Ensemble das Theaterstück TIRAI („Vorhang“). Es folgte eine lange Tournee durch Bali, Java und Sumatra, bevor Maire 1979 nach Deutschland zurückkehrte und in München ein Privattheater eröffnete. Im Rahmen der Expo 2000 in Hannover trat Maire in Theateradaptionen auf. Im Jahr 2004 spielte Maire in Hamburg Tamara, die verrückte Geschichte von Tamara de Lempicka und Gabriele d’Annunzio.
Zu seinen Film- und Fernsehrollen zählen Peter Beauvais’ Dokumentarspiel Bernhard Lichtenberg, der Durbridge-Krimi Wie ein Blitz (als Kommissar), das Fernsehdrama Inzest – Ein Fall für Sina Teufel (mit Renan Demirkan) sowie Gastauftritte in den Serien Hamburg Transit, Die fünfte Kolonne, Günter Stracks Der König und Telerop 2009 – Es ist noch was zu retten. Außerdem spielte er einen Patienten in der Krankenhausserie In aller Freundschaft.
Seit 1965 arbeitete Maire zudem umfangreich im Bereich der Synchronisation von Film- und Fernsehproduktionen, die seit Anfang der 1980er Jahre auch seinen künstlerischen Schwerpunkt ausmachte. Maire lieh seine einprägsame Stimme u. a. Klaus Kinski (Cobra Verde, Die Zeitfalle), David McCallum (Solo für O.N.C.E.L., Navy CIS), Alan Alda (Was Frauen wollen), Alan Arkin (Edward mit den Scherenhänden), David Carradine (Kung Fu: Im Zeichen des Drachen), Louis de Funès (Das Kalb mit den fünf Füßen), Charley Chase (Väter der Klamotte), Gene Hackman (Sein letzter Kampf), Ed Harris (u. a. Abyss), Dennis Hopper (u. a. Das Messer am Ufer, Der Marshall), Harvey Keitel (u. a. Codename: Nina, Reservoir Dogs), Gene Kelly (Der Pirat), Michael Landon (Unsere kleine Farm), Groucho Marx (Go West, Die Marx Brothers im Zirkus), Edward G. Robinson (u. a. Kid Galahad, Wem gehört die Stadt?), Peter Sellers (Wo tut’s weh?), Michel Serrault (Mörderischer Engel), Spencer Tracy (u. a. Der große Edison) sowie dem griesgrämigen Hausmeister Argus Filch (David Bradley) in den Harry-Potter-Filmen. Außerdem sprach er den von Rudolf Zehetgruber (als Robert Mark) gespielten Jimmy Bondi in den Dudu-Filmen. 2000 synchronisierte er die Rolle des Puppenrestaurators in Toy Story 2. 2009 war er als Carl Fredricksen im Pixar-Film Oben zu hören.
Nachdem Eberhard Prüter im Oktober 2014 gestorben war, übernahm Maire ab Staffel 12 die Aufgabe, seinen schottischen Kollegen David McCallum in Navy CIS zu synchronisieren. Eberhard Prüter hatte zuvor die ersten elf Staffeln synchronisiert. In der 14. Staffel wurde Maire aus gesundheitlichen Gründen von Peter Groeger vertreten. Nach dem Tod Maires übernahm Freimut Götsch die Synchronisation McCallums ab Staffel 18.
Maires Tochter Laura Maire ist ebenfalls im Schauspiel- und Synchronbereich tätig.
Maire starb am 19. Dezember 2020 im Alter von 88 Jahren.

## Filmografie (Auswahl)
- 1965: Bernhard Lichtenberg
- 1965: Die fünfte Kolonne: Libelle bitte kommen
- 1966: Die fünfte Kolonne: Das verräterische Licht
- 1967: Das Kriminalmuseum: Die Briefmarke
- 1968: Das Kriminalmuseum: Der Scheck
- 1970: Wie ein Blitz
- 1972: Hamburg Transit: Wie man Aale fängt
- 1974: Telerop 2009 – Es ist noch was zu retten
- 1974: Der Tod der Schneevögel
- 1995: Inzest – Ein Fall für Sina Teufel
- 1996: Der König: Verliebt, verlobt, tot
- 1996: Forsthaus Falkenau – Folge: Räuber im Revier

## Synchronrollen (Auswahl)
David Bradley
- 2001: Harry Potter und der Stein der Weisen als Argus Filch
- 2004: Harry Potter und der Gefangene von Askaban als Argus Filch
- 2005: Harry Potter und der Feuerkelch als Argus Filch
- 2009: Harry Potter und der Halbblutprinz als Argus Filch
- 2012: Die Tore der Welt als Bruder Joseph
- 2013: Ein Abenteuer in Raum und Zeit als William Hartnell/Der Doktor
- 2017: Doctor Who als Der (1.) Doktor (Episode 10x12)
- 2017: Aus der Zeit gefallen als Der Doktor
- 2019–2020: After Life als Ray Johnson

David McCallum
- 1967–1968: Solo für O.N.C.E.L. als Illya Kuryakin
- 2015–2020: Navy CIS als Dr. Donald „Ducky“ Mallard (2. Stimme)

John Hurt
- 2012: Das verlorene Labyrinth als Audric Baillard
- 2015: The Last Panthers als Tom Kendle

Frank Oz
- 2017: Star Wars: Die letzten Jedi als Yoda
- 2019: Star Wars: Der Aufstieg Skywalkers als Yoda

### Filme
- 1967: John Saxon in Istanbul-Express als Cheval
- 1969: Jean-Pierre Cassel in Armee im Schatten als Jean Francois Jardie
- 1972: Chen Kuan Tai in Der Mann mit der Tigerpranke als Chou Lian Huan
- 1978: Terence Stamp in Der Dieb von Bagdad als Wazir Jaudur
- 1979: Frederic Forrest in Apocalypse Now als „Chef“ Jay Hicks
- 1980: Harvey Keitel in Saturn-City als Benson
- 1989: Derrick O’Connor in Lethal Weapon 2 – Brennpunkt L.A. als Pieter Vorstedt
- 1992: Eddie Bracken in Kevin – Allein in New York als E.F. Duncan
- 2001: Martyn Sanderson in Der Herr der Ringe: Die Gefährten als Torwächter
- 2003: William Lucking in Welcome to the Jungle als William Walker
- 2012: Clint Eastwood in Back in the Game als Gus Lobel
- 2013: Leonard Nimoy in Star Trek Into Darkness als Mr. Spock
- 2014: Tony Amendola in Annabelle als Pater Perez
- 2017: Ronald Pickup in Die dunkelste Stunde als Neville Chamberlain
- 2019: Nicholas Pryor in Doctor Sleeps Erwachen als älterer Patient
- 2020: Kao Chenmin in Jim Knopf und die Wilde 13 als Pung Ging

### Serien
- 1977: Ian Carmichael in Lord Peter Wimsey als Lord Peter Wimsey
- 1988–1993: William Devane in Unter der Sonne Kaliforniens als Gregory Sumner
- 2011–2019: Donald Sumpter in Game of Thrones als Maester Luwin

## Hörspiele (Auswahl)
- 1982: Anton Gill: Der Mann, der Shakespeare schrieb – Regie: Ferry Bauer (Original-Hörspiel, Science-Fiction-Hörspiel – ORF Oberösterreich)
- 1983: Herbert Lichtenfeld: Nebenwirkungen (Prischke) – Regie: Günther Sauer (Originalhörspiel – WDR)
- 1984: Carl Amery: Schirmspringer (Bunzewicz) – Regie: Walter Adler (Originalhörspiel, Science Fiction-Hörspiel – BR/WDR)
- 1985: Václav Havel: Largo Desolato (Zweiter Kerl) – Bearbeitung und Regie: Heinz Dieter Köhler (Hörspielbearbeitung – WDR/DRS/SDR)

Quellen: Ö1-Hörspieldatenbank und ARD-Hörspieldatenbank